# Spyro
 (avril 2020).
Si vous disposez d'ouvrages ou d'articles de référence ou si vous connaissez des sites web de qualité traitant du thème abordé ici, merci de compléter l'article en donnant les références utiles à sa vérifiabilité et en les liant à la section « Notes et références ».
Cet article concerne le personnage et non la série de jeux vidéo. Pour ces derniers, voir Spyro the Dragon.
Spyro est le personnage principal de la série de jeux vidéo Spyro the Dragon. Il est souvent accompagné de son ami Sparx, une petite libellule, qui lui sert également de barre de santé. Lors de leurs aventures, ils seront également rejoints par d'autres personnages tels que Chasseur, Élora et bien d'autres.
Il apparaît pour la toute première fois en 1998 dans le jeu éponyme Spyro the Dragon sur Playstation. Il est aussi disponible en tant que personnage sur la licence Skylanders 

## Caractéristiques

### Personnalité
Spyro est très énergique et courageux, mais aussi avide et parfois même arrogant (notamment envers ses ennemis). Cependant, il est également très amical avec ses amis, se mettant parfois lui même en danger afin de secourir ces derniers.

### Physique
Spyro est un dragon anthropomorphique de couleur violette, avec une crête et des cornes jaunes. Bien qu'il soit un dragon, il est de très petite taille, ce qui lui permet d'échapper au rayon lancé par Gnasty Gnorc dans le premier jeu, transformant alors tous les dragons en statue de cristal, sauf lui, contrairement aux autres dragons de la série, il est quadrupède (à l'exception de la trilogie The Legend of Spyro et la saga Skylanders).

## Histoire
Spyro est originaire du Monde des Dragons. Dans le tout premier jeu de la série, il doit sauver ses amis dragons transformé en cristal par Gnasty Gnorc. Spyro finira par vaincre ce dernier. Dans le second opus, Spyro et Sparx se retrouvent accidentellement téléportés dans le monde d'Avalar, où un certain Ripto menace les habitants. Dans Spyro 3, il devra empêcher la méchante Sorcière de voler des œufs de bébés dragon.
Dans Spyro: Enter the Dragonfly, l'histoire est un peu similaire à Spyro: Year of the Dragon, sauf que là, Ripto est de retour et veut tuer tous les bébés libellules. Ensuite dans Spyro: A Hero's Tail, un ancien dragon du nom de Red menace de détruire le Monde des Dragons. Pour finir, dans la série des The Legend of Spyro, le petit dragon doit affronter un nouvel ennemi : Malefor.

## Apparitions

### Jeux vidéo

#### Série principale
- Spyro the Dragon, 1998
- Spyro 2: Gateway to Glimmer, 1999
- Spyro: Year of the Dragon, 2000
- Spyro: Enter the Dragonfly, 2002
- Spyro: A Hero's Tail, 2004
- Spyro: Season of Ice, 2001
- Spyro 2: Season of Flame, 2002
- Spyro Adventure, 2003
- Spyro : Fusion, 2004
- Spyro: Shadow Legacy, 2005
- Spyro Reignited Trilogy, 2018

#### Série The Legend of Spyro
- The Legend of Spyro: A New Beginning, 2006
- The Legend of Spyro: The Eternal Night, 2007
- La Légende de Spyro : Naissance d'un dragon, 2008

#### Série Skylanders
- Skylanders: Spyro's Adventure, 2011
- Skylanders: Giants, 2012
- Skylanders: Swap Force, 2013
- Skylanders: Trap Team, 2014
- Skylanders: SuperChargers, 2015
- Skylanders: Imaginators, 2016

#### Jeux mobile
- Spyro par In-Fusio
- Spyro: Ripto Quest
- Skylanders: Cloud Patrol
- Skylanders: Lost Islands
- Skylanders: Battlegrounds
- Skylanders: Battlecast
- Skylanders: Ring of Heroes

#### Jeu sur navigateur
- Skylanders: Spyro's Universe

#### Autres apparitions
- Crash Nitro Kart (personnage jouable)
- Crash Twinsanity (caméo)
- Crash Bandicoot: Fusion[1]
- Skylanders Academy
- Crash Team Racing : Nitro-Fueled (personnage jouable)
- Crash Bandicoot 4: It's About Time (caméo)
- Crash Team Rumble (personnage jouable)

### Série animée
- Skylanders Academy produite par le studio d'animation TeamTO (2016-2018)[2],[3]

### Livres
- Skylanders Universe: The Machine of Doom écrit par Onk Beakman (2012)
- Skylanders Universe: Spyro versus the Mega Monsters écrit par Onk Beakman (2013)
- Skylanders Universe: Gill Grunt and the Curse of the Fish Master écrit par Onk Beakman (2013)
- Skylanders Universe: Lightning Rod Faces the Cyclops Queen écrit par Onk Beakman (2013)